# Dôme des Esprits

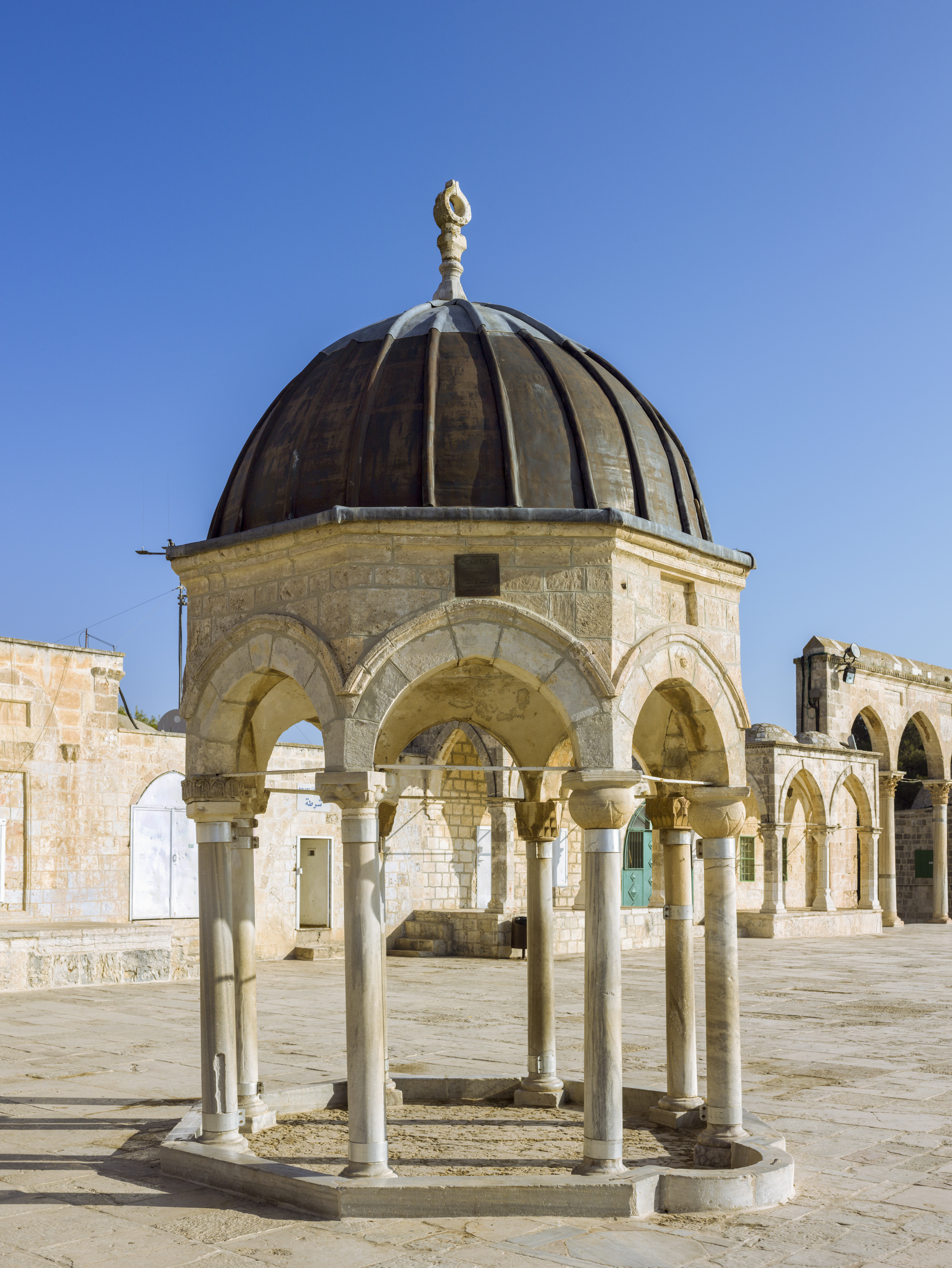
Dôme des Esprits.

Le dôme des Esprits (en arabe : قبة الارواح Qubbat al-ʾArwāḥ) ou le dôme des Tablettes (قبة الألواح Qubbat al-ʾAlwāḥ) est un petit dôme  reposant sur une base hexagonale. Il est peut-être situé à l'emplacement de ce qui était le Saint des saints du Premier et Second Temple au nord-ouest du dôme du Rocher sur le mont du Temple à Jérusalem.
Plusieurs théories existent au sujet du nom ; il pourrait être associé à la proximité de la grotte des Esprits ou bien selon une légende, les âmes des morts seront rassemblées à cet endroit pour la prière.
Son autre nom, dôme des Tablettes, viendrait des Tables de la Loi, conservées dans l'Arche d'alliance.
Il aurait été construit au Xe siècle.